# بيل هوبر (لاعب كرة قاعدة)
بيل هوبر (بالإنجليزية: Bill Hopper)‏ هو لاعب كرة قاعدة أمريكي، ولد في 26 أغسطس 1891 في جاكسون في الولايات المتحدة، وتوفي في 14 يناير 1965 في ألين بارك في الولايات المتحدة.

## وصلات خارجية
- بيل هوبر على موقعبيزبول رفرنس.كوم (الدوري الرئيسي) (الإنجليزية)
- بيل هوبر على موقعبيزبول رفرنس.كوم (الدوري الثانوي) (الإنجليزية)